# Vlag van de Republiek der Zuid-Molukken
De vlag van de Republiek der Zuid-Molukken werd op 2 mei 1950 vastgesteld als de vlag van de Republiek der Zuid-Molukken. De beschrijving van de vlag zou als volgt kunnen luiden:
Een rechthoekige vlag bestaande uit vier verticale banen in de kleuren blauw - wit - groen - rood, waarvan de lengten zich verhouden als 1:1:1:6.
Het werd voor het eerst geëist op 2 mei 1950 om 10.00 uur. Twee dagen later sprak de regering over de vlag. De vier kleuren vertegenwoordigen elk een symbolische betekenis. Blauw staat voor de zee en vertegenwoordigt trouw. Wit symboliseert schoonheid, harmonie en de witte stranden van de eilandengroep. Groen staat voor de vegetatie, terwijl rood verwijst naar de voorouders van de Zuid-Molukken en het bloed van de mensen.
De Republiek der Zuid-Molukken maken officieel deel uit van Indonesië, maar werden in 1950 als onafhankelijke staat uitgeroepen. De vlag is daar in feite niet toegestaan en het hijsen ervan kan leiden tot een gevangenisstraf.
Johan Teterissa werd veroordeeld tot levenslange gevangenisstraf in april 2008 wegens staatsverraad, nadat hij op 29 juni 2007 in Ambon een geweldloze demonstratie tegen de Indonesische wetgeving leidde waarbij hij de verboden separatistische vlag van de Republiek der Zuid-Molukken in het aangezicht van de Indonesische president Susilo Bambang Yudhoyono ophield.
Beiyangregering · Republiek Hatay · Koerdistan · Mantsjoekwo · Mengjiang · Nationalistische regering · Nederlands-Nieuw-Guinea · Oost-Turkestan · Ottomaanse Rijk · Qing-dynastie · Sikkim · Tibet · Toeva · Republiek der Zuid-Molukken